# 圣帕特里西奥之战
圣帕特里西奥之戰（英語：Battle of San Patricio）是一場得克萨斯革命期間在德克薩斯叛軍和墨西哥軍隊之間展開的戰役，于1836年2月27日開戰。這場戰役因馬塔莫羅斯遠征的結果而引發，標志著墨西哥人為奪回德克薩斯美國墨西哥灣沿岸地區發動的戈利亚德攻势的開始。這場戰役發生在德克薩斯州圣帕特里西奥及其周圍。
1835年末，所有墨西哥軍隊均被趕出了德克薩斯州。德克薩斯志願軍司令官弗兰克·W·约翰逊以及詹姆斯·格兰特為入侵墨西哥港口城鎮馬塔莫羅斯召集志願者。1836年1月，約翰遜與大約40人帶領一群馬匹前往圣帕特里西奥為遠征做準備。約翰遜將自己的一些軍隊派往城鎮外4英里（6.4）的一座牧場去看守馬匹，而其餘軍隊則駐扎在城鎮上三個不同的地點。
德克薩斯人不知道的是，2月18日墨西哥將軍何塞·德·烏雷亞从馬塔莫羅斯率领一支庞大的部队进入得克萨斯州。他們的目標是消滅聚集在海岸上的德克薩斯士兵。乌雷亚的士兵輕而易舉地跟隨约翰逊馬群留下的蹤跡。2月27日凌晨，墨西哥士兵令在圣帕特里西奥熟睡的德克薩斯人瞠目結舌。15分鐘過後，除6位德克薩斯人以外所有人均被殺或遭到監禁；1位墨西哥士兵被殺，另有4位負傷。

## 背景
在时任墨西哥总统安东尼奥·洛佩斯·德·桑塔·安纳的領導之下，墨西哥政府開始從聯邦制模式轉型爲一個更爲集權式的政府。桑塔·安納愈發獨裁的政策，包括1835年早期廢止1824年憲法引發了全國聯邦派人士的叛亂。墨西哥軍隊迅速平息了墨西哥内部的叛亂，包括針對瓦哈卡州以及薩卡特卡斯州民兵慘無人道的鎮壓。騷亂在墨西哥东北部州份科阿韋拉及德克薩斯繼續持續。墨西哥譬如墨属德克萨斯與美國接壤的地區主要由講英語的定居者居住，他們被稱之爲德克薩斯人。10月份德克薩斯人拿起武器參與了所謂的德克薩斯革命。下一個月德克薩斯人宣佈自己是從科阿韋拉州獨立的一個州份的一部分，並基於1824年憲法準則建立了一個临时州政府。到了年底，所有墨西哥军队均被驱逐出德克萨斯。
墨西哥主要聯邦派人士主張一項進攻马塔莫罗斯的中央集權制部隊的計劃。縂理事會成員德克薩斯臨時治理機構癡迷於马塔莫罗斯遠征這一想法。他們希望這一計劃能夠激發其餘聯邦制州份的叛亂，并讓無所事事的德克薩斯軍隊棄軍。最爲重要的是，它會將戰區移至德克薩斯之外。理事會于12月25日批准了該計劃，同月30日志願軍司令官弗兰克·W·约翰逊和他的助手詹姆斯·格兰特帶走了大批軍隊，近乎所有的物資均被運往戈利亞德為遠征做準備。
為決心平息叛亂，桑塔·安納開始召集一隻龐大的部隊恢復秩序。他的軍隊至1835年末共有6,019名士兵。在他的要求下，国会于12月下旬通過了托内爾法令，該法令宣稱任何與墨西哥軍隊作戰的外國人“將被視爲海盜，並按照作爲目前與共和國交戰無國籍公民以及以未獲公認的旗幟的名義作戰的方式處理”。被俘的海盗于19世紀初期被立即处决。因此，此項決議允許墨西哥軍隊在與德克薩斯人的戰爭當中不擇手段。桑塔·安納親自率領自己的大多數部隊向聖安東尼奧内陸地區行進，並命令何塞·德·烏雷亞率領550士兵沿阿塔斯柯西塔之路往戈利亞德的方向前進。烏雷亞為平息德克薩斯墨西哥灣沿岸地區的叛亂所做的工作被稱之爲戈利亞德運動。

## 序幕

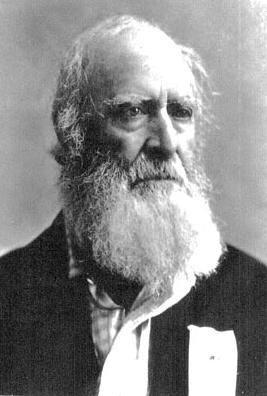
晚年弗兰克·W·约翰逊

德克萨斯临时政府任命山姆·休士頓為德克薩斯新正规军的司令官，但其沒有通過志願者向約翰遜匯報的權利。臨時州長亨利·史密斯反對马塔莫罗斯遠征，並命令休斯顿想方設法解散正規軍。休士頓在一場振奮人心的演講中勸阻大部分志願者繼續執行自己的任務。許多人離開了軍隊，而其他人則加入休士頓二把手詹姆斯·范寧在戈利亞德拉巴伊亚堡垒手下的軍隊。约翰逊和格兰特1836年1月末身边只剩下了70名志願者。大多數志愿者均是在德克薩斯革命開始之後抵達德克薩斯的美國人或者歐洲人。

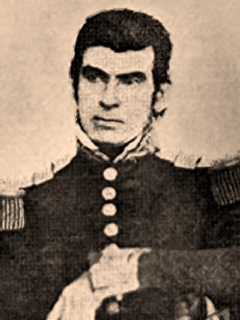
何塞·德·乌雷亚將軍

烏雷亞于1月31日到達马塔莫罗斯。作爲一位堅定的聯邦主義者，他很快便説服該地區其餘聯邦主義者德克薩斯的最終目標是分離，并且他們試圖于马塔莫罗斯觸發一場聯邦主義者叛亂只是其轉移注意力的一種方式。烏雷亞的軍隊于2月18日越界進入德克薩斯。與此同時，墨西哥双重间谍繼續向约翰逊和格兰特保證他們能夠輕而易舉地拿下马塔莫罗斯。儘管聼到了墨西哥軍隊正在逼近的傳言，格兰特与约翰逊選擇將自己的人帶往努埃塞斯河以南地帶，進入屬於塔毛利帕斯州的領土尋找可通過購買、盜竊或其他方式收集的馬匹。大約2月21日，约翰逊和一部分志願者驾驶大約100匹馬返回德克薩斯。其他人則留在格兰特身邊，表面上看是爲尋找更多的馬匹。實際上是约翰逊試圖在马塔莫罗斯附近與自己的盟友們會合，以確定聯邦主義者是否依然願意奮起反抗墨西哥軍隊。
约翰逊的志愿者于2月24日抵达圣帕特里西奥位于马塔莫罗斯以北大致100英里（160）的一處愛爾蘭人定居點。許多圣帕特里西奥居民均是效忠于墨西哥政府的中央集权主义者。约翰逊派遣了12個人前往城鎮外大約4英里（6.4）的朱利安·德·拉·加爾薩牧場看守马匹，而其他人則駐扎在圣帕特里西奥。天氣寒冷，人們的衣服也破舊不堪。约翰逊確信如果墨西哥軍隊在該地區，格兰特会提醒他。因此其未任命哨兵，而是让所有人去躲避。
墨西哥军队輕而易舉地跟隨约翰逊的馬群。1月25日，乌雷亚率領100名龍騎兵和100名步兵使德克薩斯人陷入絕境。到了下午10點，偵察兵報告稱德克薩斯軍隊在圣帕特里西奥建立。墨西哥軍隊在寒冷的夜晚繼續行進；有6名士兵死於凍傷。

## 戰鬥
乌雷亚指示3名軍官打扮成平民前往圣帕特里西奥，並提醒中央集權主義者墨西哥軍隊正在逼近。爲了盡力減少人員傷亡以及財產損失，中央集權主義者被要求在窗戶留下燃放的燈籠以宣示自己的忠誠。當地人還向軍官們提供哪些建築物安置了德克薩斯士兵的精確信息。乌雷亚在拉斐爾· 佩特拉利亚上尉的領導之下派遣300名士兵前往德·拉·加爾薩牧場，令駐扎於此的德克薩斯人瞠目結舌。1月26日上午3時30分，剩餘墨西哥士兵進入圣帕特里西奥。
一群德克萨斯人在醒來發現自己被墨西哥軍隊包圍時立即投降。當另一群德克薩斯人被要求投降時，他們反而開火，殺死了一名墨西哥軍官並致使另外兩名士兵受傷。為決心防止更多人員傷亡，墨西哥龍騎兵準備放火燒房子以强迫德克薩斯人離開。就在這個時候，若干德克薩斯人稱自己投降。在離開房子時遭到槍殺或被刺。
碰巧的是，约翰逊和自己的三个部下，即丹尼尔·托勒中尉、中士洛夫以及米勒還在醒著商討戰術。墨西哥軍隊被告知稱约翰逊駐扎的房子是他們的目標之一，然而卻有一盞燈在窗戶内燃燒，表明這是一位效忠者之家。一支軍隊出於謹慎地考慮敲了敲門。在德克薩斯人開門之前，他們听到了來自城鎮廣場上的槍聲。托勒向窗外望去，並看到門廊上有穿制服的軍隊。他在沒有開門的情況下使用西班牙語告訴士兵們這裏不存在軍隊，但後來其卻瞬間將門打開。打鬥轉移到了街頭，其後守在房子後門的士兵衝向前方。约翰逊、托勒、洛夫以及米勒衝出後門落荒而逃。
德克薩斯人在德·拉·加爾薩牧場輪流站崗。所有的哨兵均在寒冷的环境裏入睡。佩特拉利亚的士兵向睡覺的人開火，導致兩名德克薩斯人受傷。4名德克薩斯人在隨後的戰鬥中死亡，8人（包括3名美国人和5名墨西哥裔德克萨斯人德哈諾人）被俘，另有数人逃逸。
战斗在十五分钟内结束。

## 后续
這場戰役有六名德克薩斯人逃過一劫，包括约翰逊、托勒、米勒、洛夫以及约翰·F·贝克。他們步行來到了裏菲吉奧，這些人在那裏向以北75英里（121）的戈利亞德的范宁派遣信使，讓他知道乌雷亚的軍隊已經接近。幸存者于2月29日抵達戈利亞德。约翰、托勒和洛夫在填寫了一份戰役的正式報告后離開軍隊並前往圣费利佩。其餘的幸存者則加入了范寧的軍隊并在其後的戈利亞德大屠殺中遭到殺害。
11名德克薩斯人被徹底殺害，5人受到了致命傷，另有21人被俘。6位當地人也因協助叛亂而被逮捕。部分歷史學家報告稱大多數人在城鎮廣場上被立即處決。根據约翰逊以及其餘德克薩斯人的報告，乌雷亚審訊了若干囚犯，且有報道稱這些人受到酷刑。72小時內所有囚犯全部死亡。有1名墨西哥士兵被殺害，另有4位負傷。
乌雷亚的正式记载表明這場戰役在努埃塞斯河另一側的利潘迪特蘭堡進行。德克薩斯人的描述一致認爲這場戰役發生在城鎮以及德·拉·加爾薩牧場。乌雷亚的先遣隊在乌雷亚開始向戈利亞德行軍之前等待增援時開始尋找格兰特以及剩餘德克薩斯人。從當地間諜得知格兰特的行蹤之後，墨西哥龍騎兵于3月2日在阿古瓦杜爾塞溪伏擊德克薩斯人。